# 케팔로니아 공성전
케팔로니아 공성전은 오스만-베네치아 전쟁 당시 1500년 11월 8일부터 12월 24일까지 그리스 케팔로니아섬에서 벌어진 전투로, 오스만 제국령 요새였던 '성 (聖)게오르고스 성'을 두고 벌어진 포위전이다. 당시 오스만군에 베네치아군이 연이어 패배한 뒤 곤살로 페르난데스 데 코르도바 대위가 지휘하는 스페인-베네치아 연합군이 요새 공략에 나서 함락에 성공하였다.

## 배경
그리스 서해안의 이오니아 제도에 속한 케팔로니아섬은 이탈리아 토코 가문의 팔라티노 백작의 소유였으나 1479년 오스만 제국이 점령하였다. 1482년~1483년의 베네치아군이 일시적으로 점령한 것을 제외하면 1500년까지 오스만 제국의 영토로 남아 있었다.
1499년 오스만 제국이 그리스 본토의 베네치아 항구인 레판토를 공격하면서 제2차 오스만-베네치아 전쟁이 발발하였다. 1499년 8월 24일 레판토가 함락되자 오스만 제국은 1500년 8월 9일 모레아 지방으로 시선을 돌려 모돈 시를 공격한 데 이어, 이웃 요새인 코론과 나바리노도 함락되면서 전황은 베네치아에게 불리하게 돌아가고 있었다.

## 포위전
1500년 8월 17일, 스페인 총사령관 곤살로 페르난데스 데 코르도바는 베네치아를 돕기 위해 병력을 이끌고 전투에 나섰다. 11월 8일 베네치아 신임 해군사령관 베네데토 페사로는 스페인 함대의 지원과 함께 케팔로니아섬에 상륙, 12월 24일 케팔로니아섬의 수도인 성게오르고스성을 점령하는 데 성공하였다. 이후 곤살로 사령관과 함대는 시칠리아로 돌아왔으나 베네데토 페사로는 공세를 계속하여 1502년 8월 산타마우라 (레프카다)를 탈환하는 데 성공한다.

## 여파
1502년 12월 콘스탄티노플에서 평화조약이 체결될 당시 케팔로니아는 베네치아의 영토가 되었으나 레프카다는 1503년 오스만 제국의 영토로 반환되었다.